# Séminaire de Lausanne
Le Séminaire de Lausanne est une école de théologie qui accueille à Lausanne, en Suisse, des proposants français, futurs pasteurs, après la révocation de l'édit de Nantes en France. Il est fondé par le pasteur Antoine Court en 1729 et fonctionne jusqu'en 1812. Il disparaît au profit de la faculté de théologie protestante de Montauban qui forme les pasteurs français à partir de 1809.

## Histoire
Dès le XVIe siècle, les protestants français fondent plusieurs académies pour former les théologiens et pasteurs : l'académie de Nîmes en 1539, l'académie protestante du Béarn en 1562, l'académie de La Rochelle en 1571, l'académie d'Orange en 1573. Elles se développent après la signature de l'édit de Nantes par le roi Henri IV en 1598 : académie de Montauban et de Puylaurens en 1598, académie de Saumur en 1599, académie de Die en 1604. Toutes ferment entre 1681 et 1685, avant même la révocation de l'édit de Nantes.
La nécessité de former de nouveaux pasteurs se ressent. Les « Églises du Désert » comme sont appelées les Églises protestantes qui continuent leurs activités cultuelles clandestines, n'ont en 1718 que trois pasteurs consacrés, Antoine Court (consacré en 1718), Jacques Roger et Pierre Corteiz (consacré en 1717), et une dizaine de prédicants. Seuls les pasteurs consacrés peuvent célébrer la sainte-cène, procéder aux mariages et baptêmes, et surtout, consacrer à leur tour de nouveaux pasteurs. L'autorisation pour les « proposants », c'est-à-dire les candidats pasteurs reconnus par leurs Églises et souvent déjà à l’œuvre, de se former à l'étranger est prise en 1729 : « ce dimanche 15 mai 1729, a été convenu que nous donnerons permission à tous nos frères, qui aspirent au saint ministère, et en qui nous trouvons les qualités requises, de se faire recevoir dans les académies du pays étranger ». Il s'agit d'étudiants envoyés par les autorités de leur Église et non de candidats individuels.
Depuis sa fondation en 1537, l'Académie de Lausanne forme les futurs pasteurs vaudois, au terme d'une scolarité au collège, puis d'études de philosophie et d'éloquence, avant d'étudier la théologie pendant quatre ans. Des étudiants étrangers suivent cette filière, notamment des Vaudois du Piémont et des étudiants du Refuge. Les proposants français pour la plupart ne peuvent suivre une formation qui se fait en latin, depuis les cours jusqu'aux devoirs et examens et dont la longueur ne convient pas aux attentes des Églises françaises.
Lorsque Antoine Court arrive à Lausanne en 1729, trois proposants français y étudient déjà : Jean Gabriel Fauriel, dit Lassagne (originaire du Vivarais), Jean Combes (Languedoc) et Paul Faure dit Dubuis (Dauphiné). Un quatrième, Barthélémy Claris dit Jonquières (Languedoc) arrive à Lausanne avec Court. Ces étudiants sont pris en charge par les professeurs de l'Académie, mais ils ne sont pas en mesure de suivre les cours qui sont en latin. Antoine Court organise donc un séminaire français à Lausanne. La formation proposée a pour but « de procurer aux Églises réformées de France les pasteurs dont elles avaient besoin et de reconstituer ainsi peu à peu un effectif pastoral tombé à zéro après la révocation de l'édit de Nantes ». Antoine Court mentionne que, dès 1744, vingt-huit pasteurs exercent leur ministère en France. Ils sont soixante-deux en 1763, lors du dernier « synode du désert » et 180 à la veille de la Révolution française.

## Financement du séminaire

### Origine des fonds
C'est à Benjamin du Plan, réfugié à Genève en 1724, qu'il revient de collecter des fonds, d'abord destinés aux Églises réformées qui l'ont nommé « député des Églises auprès des Puissances protestantes » en 1725,. Il sollicite les protestants genevois, puis se rend à Zurich où l'argent remis finance la scolarité de deux étudiants, puis visite Lausanne, Berne, Bâle. Il se tourne ensuite vers d'autres pays, notamment l'Angleterre à partir de 1731. Il y obtient la promesse d'un don annuel du roi George II. Le roi de Suède fait un don, la Hollande s'engage à payer durant cinq ans la pension d'étudiants et renouvelle durant une cinquantaine d'années ses dons. Du Plan obtient quelques subsides en Prusse et au Danemark. Ces sommes récoltées assure le fonctionnement du séminaire de Lausanne et permettent au comité de Genève de prendre des engagements sur plusieurs années. Le capital constitué avec les fonds anglais restent placés en Angleterre durant la durée du fonctionnement du séminaire, ce qui permettra en 1783 au comité de Genève de renoncer à la contribution anglaise.

### Deux comités, à Genève et Lausanne
Deux comités gèrent le séminaire, celui de Lausanne et celui de Genève, dont les attributions sont distinctes. Le comité de Genève est détenteur et distributeur de fonds dont « il n'a à rendre aucun compte ». Les sommes gérées le sont au nom des Églises de France.
Le comité de Lausanne, constitué vers 1730, est d'abord informel, jusqu'en 1759. Il est constitué de Georges Polier de Bottens, professeur à l'Académie, de Jacques de Montrond, de Paul Loys de Cheseaux et d'Antoine Court. Polier est à la fois président, trésorier et caissier du comité. Le comité est constitué de professeurs du séminaire et de l'Académie. Il est plus spécifiquement chargé de loger les étudiants, de leur verser chaque mois leur pension et leur indemnité, et durant une période où la ville est sous domination bernoise, de veiller à éviter ce qui aurait pu mettre en danger l'existence du séminaire, Berne étant très déterminée à fermer les yeux sur l'existence du séminaire, mais tout autant déterminée à ne pas altérer ses relations avec le royaume de France.
Les deux conseils tiennent des séances communes en novembre 1744, à Genève. En 1758, Polier laisse ses fonctions à son neveu, Antoine-Noé Polier de Bottens (1713-1783), celui-ci devient président du comité l'année suivant. À la mort de ce dernier, le comité de Lausanne se dote d'un règlement et les fonctions de président, trésorier, secrétaire sont désormais distinctes.
Les comités de Lausanne et Genève se trouvent parfois sollicités pour résoudre des différends au sein des Églises française, ou des arbitrages, notamment lors du schisme Boyer (1731-1744), voire pour des conseils en matière doctrinale.

## Organisation des études

### Durée de la formation
La durée de la formation est contrainte par deux volontés, celles des synodes qui répugnent à laisser se prolonger l'absence de leurs proposants et n'envisagent « qu'une courte absence tant on a besoin de leur ministère », et celles des professeurs de Lausanne qui demandent un séjour suffisamment long pour mener les proposants à la consécration.
La durée est initialement d'une année. Les premiers étudiants font les frais de ce désaccord. Jean Bétrine qui prolonge son séjour et reste vingt-sept mois à Lausanne est censuré à son retour, mais réintégré ensuite. Un autre étudiant, François Roux, demande une prolongation d'un an qui lui est accordée par Lausanne mais refusée par son Église. Il passe outre et reste à Lausanne, se faisant consacrer à Zurich, sans autorisation synodale. Mal accueilli à son retour en France, il bénéficie de l'intervention en sa faveur des Suisses. Les synodes acceptent dès septembre 1730 un allongement de la formation et suppriment la limite de séjour. Après quelques années de réflexion, la formation habituelle est établie à partir de 1745 à deux ans, durée confirmée lors du synode national de 1748, avec des possibilités de prolongation. La durée est allongée à trois ans à partir de 1758, sans possibilité de prolongation, puis portée à cinq ans en 1789, par l'introduction d'un cycle préparatoire, l'« auditoire », destiné à compléter la formation de base des proposants, notamment par un apprentissage renforcé du latin.
Il n'y a pas d'année scolaire : le candidat vient lorsqu'il a obtenu l'autorisation de son Église et du comité de Lausanne, et qu'une place est vacante au séminaire. Les étudiants sont accueillis à Lausanne par Antoine Court qui les aide à s'installer en ville, tandis que le comité organise une réception solennelle, avec lecture des autorisations et témoignages et des exhortations. Ils commencent leurs études dès leur arrivée, tandis que leur bourse ne leur est versée par le comité de Genève que lorsque leur situation est régularisée. Après 1668, les étudiants doivent de plus prendre l'engagement écrit d'assiduité aux études, de bonne conduite, de retour dans leur province d'origine et de remboursement de la bourse s'ils renoncent au ministère. Plusieurs tentatives d'organisation des étudiants, des « sénats », en 1747, en 1790 — Société des proposants français —. La Société de l'Étoile, créée en 1742, de tendance maçonnique sans affiliation formelle au mouvement maçonnique, est quant à elle dirigée successivement par Polier de Bottens, François Louis de Bons et Antoine Besson. Elle a des membres dans plusieurs villes de France, et Court de Gébelin en est le principal animateur, elle disparaît après 1763, lorsque celui-ci quitte la Suisse. Plusieurs étudiants adhèrent à titre personnel à des loges francs-maçonnes.

### Sélection des candidats
Les Églises françaises désignent les candidats autorisée à étudier à Lausanne. Cependant, dans la mesure où elles exigent que les proposants reviennent exercer leur ministère dans leur province d'origine, cela crée un déséquilibre : les provinces les moins pourvues en Églises resteraient défavorisées. C'est le cas pour la première promotion : cinq étudiants sont originaires du Languedoc, un du Dauphiné et un du Vivarais. Les synodes sont donc invités à se coordonner. Les comités gardent un droit de regard sur les candidatures, pour continuer à financer les études avec des moyens financiers qui restent limités — il faut parfois attendre le départ d'un proposant pour en accueillir un nouveau —, d'autre part, le comité de Lausanne souhaite conserver la possibilité accueillir des étudiants qui ne sont pas présentés par leur Église. En 1748, la décision est prise concernant cette double filière : les Églises envoient selon leur « leur ordre et leur choix », tandis qu'Antoine Court, avec « l'approbation » du comité de Lausanne, peut faire admettre et financer la formation de plusieurs autres candidats. Ainsi, il est réaffirmé que les Églises françaises ne sont pas seules décideuses de décisions qui concernent la restauration du protestantisme dans toute la France.
Les candidats doivent être français, pour éviter les accusations d'ingérence de puissances étrangères lorsqu'ils reviennent en France. La question de leur âge minimal est débattue, notamment du fait de la candidature de plusieurs fils de pasteurs du Désert qu'il faut préserver en raison de la clandestinité de leurs pères. En 1789, la décision est prise de créer pour les candidats les plus jeunes un « auditoire de langues » accessible à 17 ans (16 ans à partir de 1904), suivi d'une admission à l'auditoire supérieur à 19 ans, décisions qui fait l'objet de certaines dérogations. Les candidats doivent s'engager à retourner dans leur province, jusqu'en 1802 et le Concordat. Un certain nombre d'entre eux n'y retournent cependant pas, qu'ils aient renoncé au ministère ou qu'ils l'exercent ailleurs. Les candidats d'origine catholique et convertis ne sont en principe pas acceptés, ou doivent attendre un délai important après leur abjuration, de l'ordre de deux ans, bien que, là encore, des exceptions existent. Tous les étudiants doivent fournir l'autorisation de leur synode, un témoignage sur leur état de service en tant que proposants et se soumettre en ce qui concerne la discipline à l'autorité du comité de Lausanne durant leur séjour. Des règles de circonstances sont ajoutées, notamment après la Révolution, demandant que les candidats ne soient pas émigrés, et, plus tard, qu'ils justifient d'une exemption de service militaire durant les guerres napoléoniennes.
Les Églises accordent pour les premiers étudiants des autorisations d'une année, afin qu'ils reviennent au plus vite servir dans leur province d'origine, sans attendre la consécration pastorale. Par ailleurs, une rotation plus rapide permet de libérer des places au séminaire et de ménager les fonds pour les prochains candidats. Les autorités du séminaire quant à elles plaident pour des séjours allongés, pour que les proposants puissent étudier jusqu'à leur consécration pastorale. Dès 1730, les Églises françaises cessent d'imposer la durée du séjour que le comité de Genève fixe, en 1754 à deux ans, avec une prolongation éventuelle. La formation est ensuite élargie à trois ans après 1758. Lorsque l'auditoire inférieur est institué, la formation est fixée à cinq ans, deux ans d'auditoire, ou moins si cela n'est pas nécessaire, et trois ans de séminaire.

### Vie quotidienne des étudiants
Les étudiants reçoivent une bourse versée par Genève, par exemple de 18 livres en 1744 ou 21 livres en 1759, 24 livres en 1770, certaines de leurs Églises d'origine participent peu ou prou, par exemple en continuant à verser le salaire des proposants, ou en fournissant des gratifications exceptionnelles, voire des livres, tandis que d'autres ne donnent rien, les étudiants devant compter pour certains d'entre eux sur l'argent envoyé par leur famille.
À leur arrivée, ils sont pris en charge pour trouver un logement. Il s'agit souvent de chambres louées chez des particuliers, auxquels l'étudiant doit fournir chandelle et bois de chauffage ; ils négocient parfois une demi-pension ou bien prennent leurs repas dans des restaurants bon marché. Cet éparpillement assure une certaine discrétion aux étudiants au sein de la ville, mais ne permet pas aux autorités du séminaire d'encadrer ou de surveiller les jeunes gens. Une fonction de « surveillant » est instituée lorsque les séminaristes deviennent plus nombreux : celui-ci aide le proposant à s'installer à Lausanne, surveille son comportement, et le conseille pour ses études. Georges Polier, puis Antoine Court exercent cette fonction. Court est secondé successivement par plusieurs pasteurs suisses, Charles Bugnion (1743-1811) et François Chavannes jusqu'à la fermeture du séminaire. L'inspecteur doit visiter les étudiants tous les quinze jours, s'assurer de leur bonne conduite ou encore s'enquérir de leurs lectures.
Le secret est de règle : pour ne pas aggraver les relations avec les autorités françaises, les étudiants doivent rester discrets, il leur est recommandé de ne pas se montrer en groupe en public, ils ne doivent pas évoquer les raisons de leur présence à Lausanne et ils prêtent serment, lors de leur consécration pastorale, de ne pas révéler l'existence du séminaire. Le même secret est exigé à Genève. Cependant, l'existence du séminaire est divulguée, par divers informateurs, cependant le France ne réagit pas, vraisemblablement pour éviter des incidents qui compromettraient les relations avec les cantons protestants. La liberté de culte est établi après la Révolution en 1789, mais alors que Genève est rattachée directement à la France à partir de 1798 comme chef-lieu de département du Léman, le comité genevois souhaite maintenir le secret en raison de ses liens avec l'Angleterre où sont gérés les fonds du séminaire. La France n'intervient pas davantage. Alors que les protestants français obtiennent la liberté de culte, Berne s'inquiète des répercussions de la Révolution en Suisse et souhaite, sans succès, surveiller les Français de Lausanne. L'opinion vaudoise se retourne contre les séminaristes en 1792, une quinzaine d'étudiants quittent le séminaire soit à leur initiative, soit en étant priés de partir, notamment pour des motifs politiques.

## Formation

### Les débuts
De 1729 à 1746, les études proposées ne suivent pas un plan défini. Faute de temps et d'enseignants dédiés, les étudiants font des études de « théologie au pas de course ». Les comités de Lausanne et Genève continuent à demander aux Églises qu'elles envoient des candidats mieux instruits, mais se refusent d'interdire l'inscription d'élèves que leur manque de connaissances scolaires empêche de suivre un enseignement académique, alors que les Églises manquent de pasteurs. Dès 1745, une formation dédiée leur est proposée, toutefois, les Français viennent à l'Académie rencontrer les professeurs et se mêlent aux étudiants en théologie. Ainsi, Georges Polier de Bottens est à la fois professeur à l'Académie et président du comité du séminaire. Lorsque celui-ci meurt, la séparation entre l'Académie et le séminaire devient complète et rares sont les Français qui suivent des enseignements à l'Académie, certains suivant des cours au collège pour leur formation générale. Les raisons sont à la fois politiques, le gouvernement de Berne interdisant l'inscription d'étrangers à l'Académie, mais aussi spirituels, le comité de Lausanne se méfiant du manque de piété des étudiants de l'Académie.
Des professeurs de l'Académie et des pasteurs vaudois guident les étudiants dans leur parcours d'études. Ils reçoivent les Français, leur indiquent les lectures à faire, les reçoivent fréquemment pour s'assurer de leurs progrès. Polier donne des leçons, Antoine Court propose des études bibliques et des exercices de prédication. La formation se structure au fur et à mesure et s'émancipe de l'apprentissage du latin.
À partir de 1746, un « maître » (ou lecteur), généralement un pasteur vaudois, chargé d'instruire les étudiants, est nommé, ceux-ci reçoivent des cours de religion et de controverse et doivent faire des compositions. Un second maître d'études est nommé, ainsi qu'un poste pour l'enseignement des langues bibliques. Le programment est prévu pour se faire en un an ou en deux ans, selon la durée du séjour des étudiants, il comporte des éléments de théologie, de controverse et de morale, d'homilétique et de catéchèse. Il est organisé de façon que les étudiants puissent poursuivre leur autoformation après leur retour en France. Les études sont organisées en semestres à partir de 1758, les semestres commençant fin avril et fin octobre, les examens étant fixés à ces mêmes dates, mais en pratique ces dates sont peu respectées.

### 1759 - 1789
À partir de 1759, un plan d'études qui est en vigueur pendant une trentaine d'années structure la formation. La formation s'étale sur trois ans, plusieurs disciplines deviennent obligatoires (théologie, controverse, morale, logique, homilétique) tandis que d'autres restent facultatives (les langues, l'histoire de l’Église notamment). Les étudiants suivent le cours de morale après celui de théologie. Les deux maîtres participent au comité de Lausanne et assurent une fonction de tutorat, veillant particulièrement sur les nouveaux arrivés, conseillant des lectures aux étudiants.

### Les dernières décennies
Cependant, dès la liberté de culte de 1789, les attentes envers les pasteurs français rendent nécessaires une amélioration de la formation. André Jeanbon Saint-André, lui-même ancien étudiant du séminaire dans les années 1770, souligne les nouvelles exigences intellectuelles qui accompagnent le renouvellement des paroissiens. Un allongement de la durée des études est envisagée, portant à cinq ans la durée. Les étudiants commencent par l'apprentissage du latin et du grec, s'accompagnant du recrutement d'un troisième maître dédié à ces enseignements. Ils suivent des cours d'histoire à l'Académie et des cours de grammaire et de géographie au collège. Ce n'est qu'au terme de ces deux années qu'ils suivent, durant trois ans, des études de théologie. Le comité de Lausanne insiste auprès des Églises françaises sur la nécessité d'une bonne formation de base préalable des candidats. Cependant, outre le manque de formation préalable des candidats relevé par Lausanne, qui rend difficile leur bonne réception des cours et leur travail personnel, la qualité de la formation reste d'un niveau insuffisant, notamment en nombre d'heures de cours proposés aux étudiants, ce qui laisse reposer la formation sur l'engagement personnel des séminaristes, alors qu'ils ne maîtrisent pas les prérequis de l'étude. Alors qu'à partir de 1802 et de la loi sur les cultes, Genève, alors chef-lieu du département du Léman doit assurer la formation des pasteurs, la fin envisagée de l'existence du séminaire de Lausanne rend inutile toute modification substantielle d'un cursus destiné à disparaître.

### Les examens
Des examens sont mis en place seulement à partir de 1751. Ils sont prévus au terme de chacun des semestres, le premier en théologie, et au second semestre en morale, pour connaître les progrès et encourager les étudiants. Le maître de la discipline (théologie et morale) expose son programme devant le comité réuni et les séminaristes. Des certificats sont envoyés aux Églises des étudiants. Lorsque les proposants ont atteint le terme de leur formation, ils passent des examens terminaux, en français : il s'agit d'un sermon, remis par écrit puis prononcé devant le comité, un examen de théologie d'une heure et de morale de trente minutes, un devoir sur table d'analyse de théologie et de controverse, et enfin, une analyse qui concerne un thème de morale.
Certains étudiants poursuivent leur formation à l'Académie de Lausanne, lorsqu'ils ont des connaissances suffisantes, ainsi deux étudiants se présentent aux examens terminaux de l'Académie en 1751, avec succès, mais de nouveaux candidats en 1756 échouent aux examens, et aucun autre candidat ne se présente aux épreuves. Plusieurs séminaristes suivent des cours à l'Académie de Genève sans pour autant s'inscrire. Le comité de Lausanne, lorsque les étudiants deviennent nombreux, essayent de leur faire poursuivre leur formation à Bâle, mais, comme à Lausanne, le niveau d'exigence élevé — les cours sont en latin tandis que les étudiants parlent allemand — décourage le comité.
Enfin, d'autres séminaristes finissent leurs études à Genève, lorsque cette ville, alors sous domination française, est désignée, après 1802, comme lieu de formation des pasteurs français concordataires.

### La fin de la formation
La question de la consécration des étudiants, qui doit conclure leur séjour à Lausanne se pose rapidement. Les Églises françaises renoncent à obliger leurs candidats à être consacrés en France dès 1730. Quatre étudiants sont consacrés à Lausanne le 1er août 1730, après autorisation de Berne : Jean Fauriel, du Vivarais, Jean Combes, du Languedoc, Paul Faure du Dauphiné et Barthélémy Claris, des Basses Cévennes. Il est parfois difficile de réunir en France les trois pasteurs requis pour la cérémonie, par ailleurs, les étudiants de Lausanne estiment qu'une consécration en Suisse leur offre une meilleure reconnaissance. Durant les années suivantes, la plupart des séminaristes en fin d'études reçoivent l'imposition des mains à Lausanne.
Alors que les étudiants regagnent leurs provinces au terme de leur formation, certains d'entre eux allongent parfois leur séjour lorsque les persécutions touchant les protestants dans leur région rendent leur retour périlleux. Les étudiants en fin de formation reçoivent un « viatique » pour subvenir aux frais de voyage, dont le montant est décidé à Lausanne mais versé par le comité de Genève. Le versement devient régulier vers le milieu du XVIIIe siècle, mais son montant varie selon les besoins du séminariste, notamment la distance à parcourir pour le retour dans leur province, ou encore en fonction de la durée du séjour à Lausanne. Il est supprimé en 1805 et remplacé par le versement forfaitaire correspondant à un mois de pension. Le voyage de retour doit faire l'objet de précautions pour éviter une arrestation. Ainsi, certains étudiants reçoivent un passeport fourni par une cité suisse, d'autres indiquent un faux nom et une fausse profession pour ne pas attirer l'attention sur eux. Le recours à des itinéraires détournés peut également assurer une certaine sécurité aux voyageurs.

## Les professeurs
Le séminaire ne dispose de ses propres enseignants qu'à partir de 1746. Jusque-là, les étudiants bénéficiaient de l'accompagnement des professeurs de l'Académie. en particulier de Polier et d'Abraham Ruchat, et de pasteurs vaudois, notamment Antoine-Noé Polier de Bottens. Certains intervenants, directement payés en leçons particulières par les étudiants, donnent des leçons.
À partir de 1846, le comité de Lausanne institutionnalise la présence pérenne d'enseignants qu'il rémunère directement. La plupart sont pasteurs du Pays de Vaud, Jean-François Dapples (1690-1772) déjà professeur à l'Académie, est maître de théologie et de morale entre 1752 et 1755.
- Samuel Secretan (1727-1815), pasteur vaudois, est maître de langues, puis de morale au séminaire (1752-1754) puis maître de théologie (1763-1783)[48], il est nommé professeur de théologie à l'Académie en 1785[49].
- David Levade rejoint le séminaire en 1782, en tant que maître de théologie, secrétaire du comité de Lausanne et correspondant. Ses fonctions lui assurent une place de premier plan au sein du séminaire, tant sur le plan de l'enseignement (il donne cinq cours hebdomadaires) que de la gouvernance[50]. Il est nommé professeur à l'Académie de Lausanne en 1810, fonction qu'il occupe jusqu'à sa mort en 1834, tout en conservant son activité au séminaire[51].

## Les effectifs de 1726 à 1812
Quatre cent quatre-vingt-six étudiants passent par le séminaire de 1726 à 1812 ainsi répartis sur la période :
- 1726-1763 : 154
- 1764-1787 : 200
- 1788-1795 : 56
- 1796-1812 : 119

Parmi eux, 86 servent leur Église moins d'un an, soit qu'ils soient morts, malades, renvoyés ou qu'ils aient renoncé.
Au total, 400 étudiants sont sortis du séminaire, parmi lesquels 263 durant la période de persécution des Églises réformées et 137 durant la période consécutive à l'édit de tolérance de 1787, mais marquée par les troubles révolutionnaires.
Le premier étudiant, Jean Bétrine, du Languedoc, arrive en 1726 après quelques mois à Genève, il est consacré en 1731 à Lausanne. Il est suivi par François Roux (1728), proposant en Languedoc, Jacques Boyer (1728), Jean Fauriel (1728) du Vivarais.

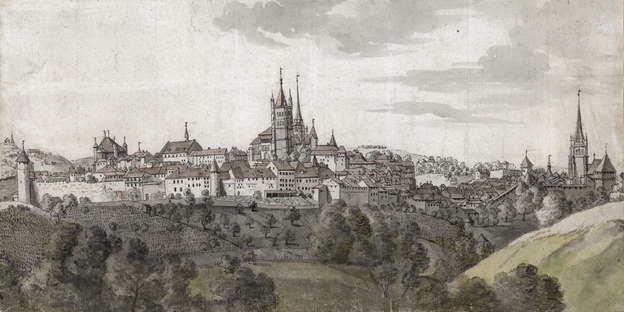
Lausanne en 1725, avec la cathédrale de Lausanne au centre, dédiée au culte protestant depuis 1536

## Fin du séminaire et clôture officielle

### Rétablissement de la formation des pasteurs en France
Lorsque la Révolution établit la liberté de culte en août 1789, les Églises protestantes peuvent à nouveau procéder à la formation de leurs pasteurs en France. Début 1789, avant même la Déclaration, la « création d'une faculté de théologie protestante dans le Royaume » fait l'objet d'un vœu d'un synode régional charentais, mais la Terreur met fin à la liberté de culte et c'est seulement en 1802 que la question de la formation se pose à nouveau, dans la cadre du Concordat, c'est-à-dire que c'est l'État qui fixe les modalités de la formation. Les exigences sont d'abord que les Églises n'entretiennent pas de liens avec d'autres nations. Les articles organiques prévoient la création d'un séminaire à Genève, ville alors sous autorité française depuis 1798, et stipule que seuls les pasteurs ayant étudié à Genève pourront exercer leur ministère. Ce séminaire sera abrité par l'Académie mais en sera distinct. La France escompte que Genève participera financièrement à la création du séminaire. L'Académie prend son temps, pour diverses raisons, crainte de l'afflux de Français, crainte aussi quant au niveau des candidats, tout en trouvant que le séminaire de Lausanne convenait au mieux jusque-là. Le consistoire de Genève propose en 1805 que l'Académie accueille les étudiants préparant un doctorat, tandis que les candidats français pourraient se former en trois ans dans des « séminaires préparatoires ». Jean-Frédéric Mestrezat, pasteur genevois exerçant à Paris, conteste quant à lui ce qu'il considère comme une formation au rabais, indiquant que le rétablissement d'Églises en ville s'accompagne du besoin de pasteurs cultivés.

### Création d'une faculté de théologie à Montauban et fermeture du séminaire de Lausanne
Les présidents de consistoire réunis à Paris en 1804 rédigent un projet de séminaire. Ils souhaitent que celui-ci se tienne à Genève. Par ailleurs, Portalis rappelle Genève à l'ordre et à ses devoirs d'assurer la formation des pasteurs français. Une solution de compromis est trouvée en 1807 : un séminaire gratuit accueillera tous les candidats français, les études dureront quatre ans et les professeurs seront payés par divers sociétés, notamment le comité de Genève. Les étudiants luthériens quant à eux seront formés à Strasbourg. Mais, dès mars 1808, Napoléon III décide qu'il y aura deux facultés, à Montauban et à Genève. Le 17 septembre 1808, un décret impérial fonde la faculté de théologie protestante de Montauban. Le séminaire français de Lausanne perd ses étudiants et, le 18 avril 1812, a lieu une cérémonie de clôture officielle. David Levade donne une dernière leçon de théologie, tandis que les sept derniers séminaristes passent leurs examens terminaux. Ils seront consacrés le 8 mai 1812. Le comité de Lausanne constate qu'il a fini son œuvre, et distribue quelques gratifications, les livres de la bibliothèque du séminaire sont donnés à Genève. Le comité de Genève conserve la gestion des fonds destinées à offrir des bourses aux futurs étudiants français. Une plaque commémorative est accrochée à la maison Levade, dont le canton de Vaud est devenue propriétaire en 1929. Plusieurs sociétés participent au financement de la plaque, notamment la Société de l'histoire du protestantisme français, ou encore l'Église nationale réformée vaudoise. Le texte est proposé par Philippe Bridel et la plaque est apposée le 21 novembre 1931,.

## Personnalités associées au séminaire

### Personnalités institutionnelles et professeurs
- François Louis de Bons (1723-1797), pasteur, président du comité du séminaire français de Lausanne (1783-1797)[62] ;
- Antoine Court, responsable du séminaire et interlocuteur des Églises de France[63] ;
- Antoine Court de Gébelin, fils d'Antoine Court, chargé de cours de logique et de latin jusqu'à son départ pour Paris en 1763 ;
- David Levade (1750-1834), pasteur, professeur de théologie au séminaire puis à l'Académie, directeur du séminaire ;
- Bénédict Pictet (1655-1724), directeur de la Bourse française de Genève en 1687 et 1703[64] ;
- Benjamin du Plan (1688-1763), député général des synodes, directeur du séminaire avec Antoine Court ;
- Antoine-Noé Polier de Bottens, pasteur, président du séminaire de 1759 jusqu'à sa mort en 1783[65] ;
- Georges Polier de Bottens, professeur à l'Académie de Lausanne ;
- Jean-Alphonse Turrettini, théologien, président du comité de Genève[66].

### Élèves
- Cf. « État complet des séminaristes »[67]
- Jean Béranger (~1731-1813) ;
- Louis Bernard de Saint-Affrique, pasteur et député ;
- Antoine Court de Gébelin (1725-1784), pasteur et écrivain ;
- Mathieu Désubas (1720-1746), pasteur[68] ;
- Daniel Encontre (1762-1818), Lausanne en 1788-1789[69] ;
- Jean Jarousseau (1729-1819) ;
- André Jeanbon Saint-André (1749-1813), élève du séminaire en 1772-1773 ;
- Marc David Lasource (1763-1793), pasteur et député ;
- Paul Rabaut (1718-1794) ;
- Jacques Antoine Rabaut-Pommier (1744-1820), pasteur et député ;
- Jean-Paul Rabaut Saint-Étienne (1743-1793), pasteur et député ;
- François Rochette (1736-1762), Lausanne en mai 1758[70].

## Galerie

Lausanne au temps du séminaire
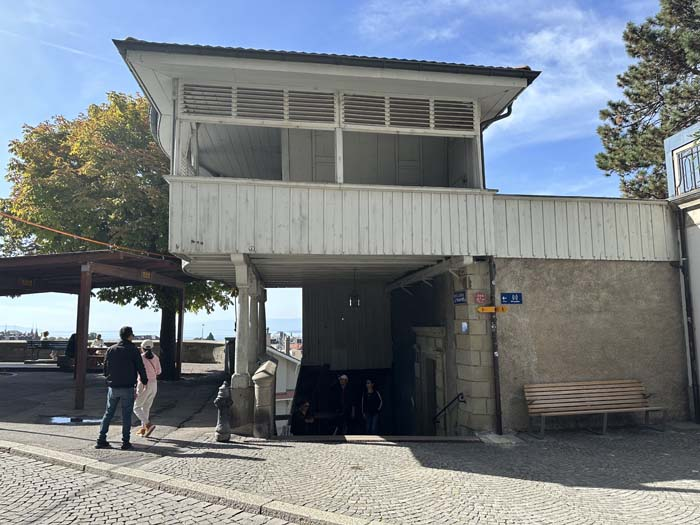
Maison Levade.
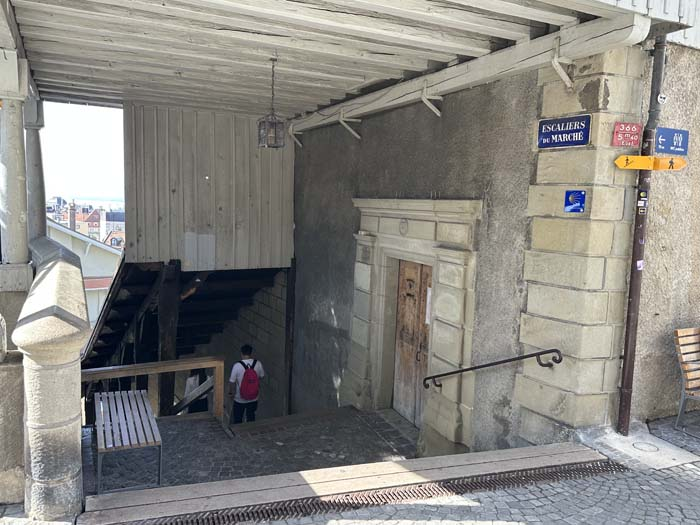
Escaliers sous la Maison Levade.